# Datoiano
Datoiano (em armênio: Դատոյան; romaniz.: Datoyan) m. 607) foi um príncipe e oficial militar persa do começo do século VII, ativo no reinado de Cosroes II (r. 590–628). 

## Etimologia
Dátis (Δάτις), Dácio (Δάτιος, Dátios), Dados (Δάδοι, Dádoi) ou Dadoes (Δαδόης, Dadóēs) são as formas helenizadas do persa antigo Datia (*Dātiya-), que por sua vez foi registrado em persa médio como Dade (Dād) e armênio como Date (Դատ, Dat), que pode ter surgido da forma não atestada Dadi. Derivam todos do avéstico data-, "dado, criado por". Em específico, esse oficial tem seu nome associado ao sufixo patronímico -yan (յան), indicando seu parentesco com certo Dátis.

## Vida

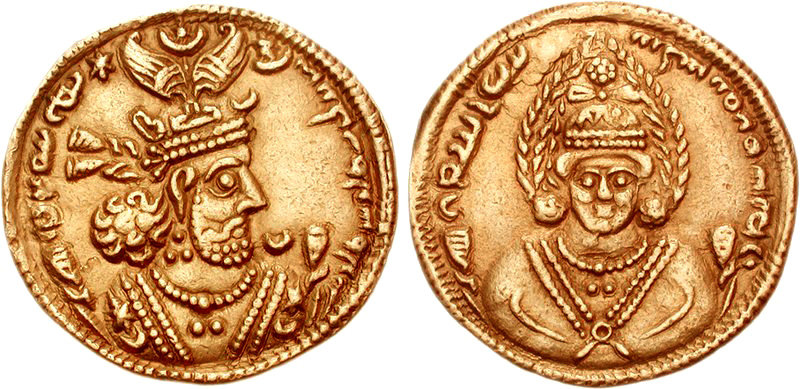
Dinar de ouro de r.

As origens de Datoiano são incertas. É citado pela primeira vez em 604/5, quando comandou um exército persa que invadiu a Armênia bizantina após a morte de Zoanabe. Sob sua liderança, os persas venceram os bizantinos na vila de Guetique, a oeste da planície de Siracena, e derrotaram e massacraram os armênios que mantiveram-se contrários aos sassânidas na fortaleza de Erguinai. Após estas vitórias, retirou-se para Atropatena. Datoiano é citado novamente em 607, quando participou da segundo guerra turco-persa no Coração. Liderou, sob Simbácio IV, a guarnição de 300 soldados da vila murada de Crocte contra os alegados 300 mil goturcos que cruzaram o rio Oxo como resposta ao pedido heftalita. A guarnição foi derrotada e os goturcos marcharam para Oeste. No mesmo ano, Datoiano e Simbácio IV receberam a visita do inspetor Xarapã Bandacã. Todas as tropas desculparam Simbácio IV, mas Datoiano foi acusado, preso em correntes e levado à corte imperial e morto sob ordens de Cosroes II.